# 존 멀레이니
존 멀레이니(John Mulaney, 1982년 8월 26일 ~ )는 미국의 스탠드업 코미디언, 배우, 작가, 프로듀서이다.

## 출연 작품

### 영화
- 스파이더맨: 뉴 유니버스 (2018) - 피터 포커 / 스파이더 햄 역 (목소리)
- 칩과 데일: 다람쥐 구조대 (2022) - 칩 역 (목소리)
- 장화신은 고양이: 끝내주는 모험 (2022) - 빅 잭 호너 역 (목소리)